# Musik, dans & party 10
Musik, dans & party 10 är ett studioalbum från 1995 av det svenska dansbandet Sten & Stanley.

## Låtlista
1. "Vänd inte om"
2. "Båten ut i skärgår'n" ("Sea Cruise")
3. "Du är min bästa vän"
4. "Kärleken kommer, kärleken går"
5. "Låt månen lysa"
6. "Det är aldrig försent"
7. "A Rockin' Good Way"
8. "Livet är musik" (sång: Sven-Erik Magnusson)
9. "Ängel i natt" ("The Power of Love")
10. "Jag ger dig tusen kramar"
11. "Hjälp mig ur min ensamhet" ("Help Me Make it Through the Night")
12. "Tiden läker sår" ("Nobody Loves You When You're Free")
13. "I Washed My Hands in Muddy Water"
14. "Jag svär" ("I Swear")
15. "Café Nostalgi" ("Club at the End of the Street")

## Listplaceringar
| Lista (1995) | Topplacering |
| ------------ | ------------ |
| Sverige      | 10           |